# Fabbrica Goti
La fabbrica Goti è un edificio ad uso industriale situato a Capalle in via dei Confini 236,nel comune di Campi Bisenzio.
È considerata uno degli esempi più interessanti di architettura industriale dell'900 in Toscana.

## Storia dell'edificio
Alla fine degli anni cinquanta Nazareno Goti, impresario tessile pratese, decide di edificare una nuova sede, produttiva e commerciale, per la propria manifattura. Leonardo Ricci viene incaricato di studiare un edificio che coniughi i luoghi della produzione, della rappresentanza e dell'abitare: il progetto viene redatto dall'architetto nel 1959 e approvato poco dopo. I lavori sono pressoché conclusi, relativamente al corpo della manifattura, nel 1962; il nucleo meridionale della filatura verrà invece realizzato alla fine degli anni sessanta.
Quando alla fine degli anni ottanta la Manifattura Goti cessa la propria attività, i locali vengono abbandonati, con l'unica eccezione dell'area della filatura, data in affitto a terzi. Nel febbraio del 1996 l'edificio viene venduto alla Manifattura Gori che avvia uno studio di ristrutturazione dei locali, sempre destinati alla lavorazione e commercializzazione del tessile.

## La critica
Unico giudizio critico rintracciato quello, entusiastico, di Giovanni Klaus Koenig (1968) secondo cui la fabbrica si impone all'attenzione di chi vi passa davanti come raro esempio di fabbrica pratese che esce dalla tipologia del "capannone" a volta laterizia; i pilastri, l'andamento delle coperture e la continuità dello spazio interno, sono tutte invenzioni di Ricci per una nuova forma degli stabilimenti tessili. Sul versante dell'originalità strutturale, il critico ipotizza inoltre che il passo in avanti segnato da Michelucci nella chiesa dell'Autostrada, non sarebbe forse avvenuto se l'allievo non avesse, in quel momento, influenzato a sua volta il maestro.

## La ristrutturazione
A seguito del passaggio di proprietà dalla manifattura Goti alla manifattura Gori, il progettista incaricato (l'ingegner Alessandro Moscardi) ha redatto un progetto di ristrutturazione (febbraio 1997) che prevede le seguenti trasformazioni, già in parte realizzate: abbassamento del solaio del piano terra (40 cm per il corpo dei magazzini, 20 per quello del salone di produzione); tamponamento dei lucernari a forma esagonale che permettevano la visione del salone di produzione dal sovrastante salone delle vendite; abbassamento del solaio del corpo dei magazzini al primo piano; diversa suddivisione dei nuclei degli uffici al primo piano, che vengono a occupare parte del salone vendite; apertura e chiusura di varie aperture ai piani terra e primo a seguito di nuove destinazioni e relazioni tra i diversi vani.
È intenzione dell'attuale proprietà utilizzare il complesso edilizio non per la produzione ma per il controllo e la commercializzazione delle merci; il nucleo della filatura al piano terra (già ristrutturato) e i quattro appartamenti al piano secondo saranno affittati.

## Descrizione dell'edificio

### Ubicazione
La fabbrica è situata in località Capalle, in prossimità del confine con il territorio del comune di Prato, in un'area a prevalente destinazione artigianale. Il complesso, a sviluppo longitudinale, si sviluppa lungo l'asse di via dei Confini, che collega l'area pratese con l'area metropolitana fiorentina, ed è compreso in un lotto definito a ovest dalla citata via e a est dalla via Galilei (strada interna su cui si affacciano capannoni artigianali di recente costruzione) e confinante a sud con un altro edificio artigianale e a nord con un lotto quadrangolare a verde pubblico, in corrispondenza del quale sono situati i due ingressi di rappresentanza alla manifattura.
Il complesso presenta un impianto e una volumetria articolate - sviluppate su uno, due e tre piani fuori terra, più una piccola porzione di seminterrato e ammezzato - e è caratterizzato dalla coesistenza di tre funzioni: artigianale, commerciale e residenziale.
Dal punto di vista lessicale, il progetto di Ricci si fa portatore, da una parte, di un'interessante sintesi tra memorie lecorbuseriane, wrightiane ed espressioniste e dall'altra di una ricerca funzionale e tipologica sui luoghi del produrre e dell'abitare, dando vita a uno degli esempi più interessanti di fabbrica-casa, la cui immagine nasce dall'attenta calibratura dei volumi e della partitura delle cortine murarie in vetro, pietra faccia vista ed intonaco.

### L'esterno
L'edificio ha un impianto longitudinale, parallelo ai due assi stradali, dato dalla sommatoria di tre diversi corpi: lungo la via dei Confini si sviluppa il nucleo della produzione e della vendita, lungo la via Galilei quello dei magazzini e, infine, a sud, il volume indipendente della filatura. Tali corpi, collegati tra di loro tramite un interessante gioco di dislivelli, si differenziano nell'impianto e nel trattamento delle facciate. Il fronte occidentale presenta, in corrispondenza del nucleo produzione-vendita, tre fasce, continue e sovrapposte, a forte sviluppo orizzontale: un basamento in pietra, una fascia finestrata al piano terra e una seconda fascia finestrata a parete inclinata, alla quale è sovrapposta una cortina di brise-soleil; conclude il tutto la teoria dei dodici frontoni della copertura articolata. A tale fronte si aggancia, tramite la torretta in pietra del corpo scale, quello della filatura il cui prospetto vetrato su un unico livello (vetrina e luce sovrapposta) è concluso a sud da un secondo corpo in pietra, testa murata del ballatoio interno. Il fronte settentrionale dell'edificio, dove sono collocati gli ingressi di rappresentanza, presenta al piano terra un basamento in pietra nel quale si inserisce, in corrispondenza del nucleo produzione-vendita, una parete vetrata dove due scale simmetriche conducono agli ingressi (volumi geometrici in ferro e vetro aggettanti dalla cortina trasparente); al piano primo viene riproposta la soluzione del fronte occidentale, fascia finestrata con cortina brise-soleil. Il fronte sulla via Galilei presenta invece un'altra partitura, divisa in tre corpi diversi per altezza ed articolazione: il corpo dei magazzini presenta, da nord verso sud, due nuclei: il maggiore è caratterizzato da una corte con muro di recinzione in pietra e da due volumi trasparenti contenenti i corpi scala e presenta un fronte scandito orizzontalmente da tre fasce vetrate e intonacate, con balconi aggettanti al primo e secondo livello; il minore, su due livelli, è caratterizzato da una muratura intonacata con speroni in pietra e presenta al piano terra un portale con tettoia e al primo un nastro finestrato. Una torretta in pietra, centrale elettrica segnata da asimmetriche, e un volume tecnico ad un piano separano tale nucleo da quello della filatura, il cui fronte è un semplice muro intonacato con due portali ed una luce intermedia: conclude il tutto un'ultima torretta in pietra con feritoie sede della cabina Enel.

### L'interno
Per quanto concerne gli interni, dall'ingresso sul fronte settentrionale si accede direttamente al grande salone della produzione, cuore dell'opera, ben visibile anche dall'esterno: tale spazio (un vano rettangolare di mt.22x77) è connotato dalla teoria di pilastri - 12 su ciascuno dei lati lunghi, tricuspidati e portanti delle travi ricalate - e dalla parete finestrata continua (i lucernari di collegamento col vano superiore sono attualmente murati); al piano secondo è situata una sala delle medesime dimensioni e con lo stesso tema: pilastri bicuspidati con travi ricalate e parete finestrata inclinata. Dalla scala di rappresentanza, situata in prossimità dell'ingresso, si accede a un vano che porta agli uffici (testa settentrionale dell'edificio), al salone della vendita e, a est, ai magazzini. Dalla corte recintata sulla via dei Confini si accede direttamente ai magazzini del piano terra (collegati al salone della produzione tramite due collegamenti interni) e, tramite i due corpi scala, ai ballatoi esterni che immettono, al primo piano, ai due vani del magazzino e, al secondo, a quattro appartamenti di quattro e cinque vani (in origine per i dipendenti della manifattura). Al piano ammezzato è inoltre situato, con accesso da una scala esterna situata all'angolo nord-orientale dell'edificio, l'appartamento del casiere, con quattro vani e un ampio salone. Il corpo meridionale della filatura è costituito da un unico vano a doppio volume (pianta quadrangolare di mt.30x46), scandito longitudinalmente da un telaio a quattro pilastri e da un ballatoio su pilastri; tale spazio è caratterizzato dall'uso sapiente della luce diffusa, che penetra dal fronte occidentale e dalle superfici curve degli shed di copertura.